# 2018년 폭염
2018년 북반구에서는 장기 평균보다 훨씬 높은 기온의 폭염과 가뭄이 여러 차례 기록되었다. 2018년 지구 표면 평균 기온은 140년 관측 기록 중 네 번째로 높았다. 이는 제트류가 느려져서 구름 없고 바람 없는 매우 뜨거운 고기압 지역이 갇히는 것으로 추정된다. 제트류 이상 현상은 지구 온난화의 관측된 효과 중 하나인 극 증폭으로 인해 발생했을 수 있다.
세계기상기구에 따르면 2018년 여름 북반구 전역의 심각한 폭염은 기후변화와 관련이 있으며, 극심한 강수 현상과도 관련이 있다. 이러한 현상으로 인해 노년층의 사망률이 증가하고 작물 수확량이 급감했으며, 수십 년 만에 발트해에서 가장 큰 조류 대발생이 발생했다. 이는 인간과 동물 모두에게 사용되는 물을 오염시키는 효과를 가져왔다. 또한 유럽의 원자력 발전소는 원자로 냉각에 사용되는 강물의 온도가 너무 높아 문제가 발생했다. 이로 인해 4개 대륙의 전력 계통이 마비되는 효과가 있었다. 이러한 영향은 기후 변화의 영향에 잘 대비되어 있다고 여겨지는 일부 국가에서도 심각했다.

## 지역별
- 2018년 유럽 폭염
  - 2018년 브리티시 아일스 폭염
    - 2018년 영국 산불

  - 2018 스웨덴 산불
  - 2018년 아티키 산불
- 2018년 북미 폭염
- 2018년 동아시아 폭염

## 같이 보기
- 북극 기후 변화
- 온실 지구